# Ölbronn-Dürrn
Ölbronn-Dürrn è un comune tedesco di 3 520 abitanti, situato nel land del Baden-Württemberg.